# Deportivo Chiantla
Club Deportivo Chiantla – gwatemalski klub piłkarski z siedzibą w mieście Chiantla, w departamencie Huehuetenango. Występuje w rozgrywkach Segunda División. Domowe mecze rozgrywa na obiekcie Estadio Buenos Aires.

## Historia
Klub został założony w 1983 roku dzięki staraniom lokalnego działacza Salvadora Galicii, niedługo po tym, jak Gwatemalski Związek Piłki Nożnej zaprosił miasto Chiantla do wystawienia swojej drużyny w rozgrywkach trzeciej ligi. Niedługo po powstaniu Chiantla awansowała do drugiej ligi, lecz spadła z niej po kilku latach. Po raz kolejny występowała w drugiej lidze w latach 2013–2018.
W 2018 Chiantla wywalczyła pierwszy, historyczny awans do gwatemalskiej Liga Nacional. Występowała w niej tylko przez rok (2018–2019), rozgrywając domowe mecze na Estadio Los Cuchumatanes w Huehuetenango (obiekt Estadio Buenos Aires w Chiantli nie spełniał wymagań licencyjnych). W 2019 roku spadła z powrotem do drugiej ligi. Klub rozpoczął sezon w drugiej lidze, lecz w październiku 2019 został karnie wykluczony z rozgrywek za zaległości finansowe wobec swoich zawodników. W wyniku tej decyzji dotychczasowi piłkarze Chiantli pozostali bezrobotni, a kluby pierwszej i drugiej ligi gwatemalskiej zorganizowały dla nich zbiórkę funduszy.
W 2020 roku, po spłaceniu większości długów, Chiantla otrzymała od Gwatemalskiego Związku Piłki Nożnej pozwolenie na występy w trzeciej lidze.

## Trenerzy
- Elvis Tello (2014)[8]
- Marvin Hernández (2018)[9]
- Omar Figueroa (2018)[9]
- Alberto Salguero (2018–2019)[10]
- Marco Arias (od 2019)[11]